# Spaniocentra undiferata
Spaniocentra undiferata är en fjärilsart som beskrevs av Walker 1866. Spaniocentra undiferata ingår i släktet Spaniocentra och familjen mätare. Inga underarter finns listade i Catalogue of Life.